# Ninian-veld
Het Ninian-veld is een aardolieveld in de Noordzee op het Britse continentale vlak. Ninian werd in januari 1974 ontdekt door Burmah Oil met een proefboring door de Ocean Kokuei in put 3/3-1. Chevron nam in maart 1975 het operatorschap over van het noodlijdende Burmah. Tegenwoordig is Canadian Natural Resources (CNR) de operator.

## Ontwikkeling
Ninian Central is een betonnen platform, gebouwd door Howard-Doris in Loch Kishorn. Het was ten tijde van de bouw met 600.000 ton het grootste beweegbare object ooit gebouwd.
Aan het begin van de ontwikkeling was er nog geen lanceerponton beschikbaar dat groot genoeg was voor de onderstellen (jackets) die nodig waren bij deze waterdiepte. Voor Ninian South werd dan ook door Constructors John Brown-Earl and Wright een zelfdrijvend jacket ontworpen dat gebouwd werd bij Highland Fabricators in Nigg Bay. Het werd in mei 1977 geplaatst.
Ten tijde van de ontwikkeling van Ninian North was net de BAR 376 beschikbaar, het grootste lanceerponton ter wereld. Dat betekende dat het gewicht teruggebracht kon worden van 22.000 ton voor South naar 14.300 ton voor North. North werd in juni 1978 geïnstalleerd.
Al voor de plaatsing van de platforms werd het Ninian Pipeline System gelegd door de Viking Piper, een van de meest moderne pijpenleggers van die tijd. De Ninian-pijpleiding loopt vanaf Ninian Central naar de Sullom Voe Terminal op de Shetlandeilanden.